# Slaget vid Bosworth Field
Slaget vid Bosworth Field eller slaget vid Bosworth var ett betydelsefullt slag under Rosornas krig och utkämpades den 22 augusti 1485 mellan den yorkiske kungen Rikard III, den siste i Plantagenetdynastin, och den lancastriske Henrik Tudor, earl av Richmond. Det slutade med förlust och död för Rikard III, och Tudordynastin grundades. Historiskt sett har slaget räknats som slutet på Rosornas krig, även om några slag följde under de följande år som yorkiska pretendenter utan framgång försökte vinna kronan.